# Livilla maculipennis
Livilla maculipennis är en insektsart som beskrevs av Hodkinson och Jennifer L. Hollis 1987. Livilla maculipennis ingår i släktet Livilla och familjen rundbladloppor. Inga underarter finns listade i Catalogue of Life.